# Alter Königspalast (Prager Burg)

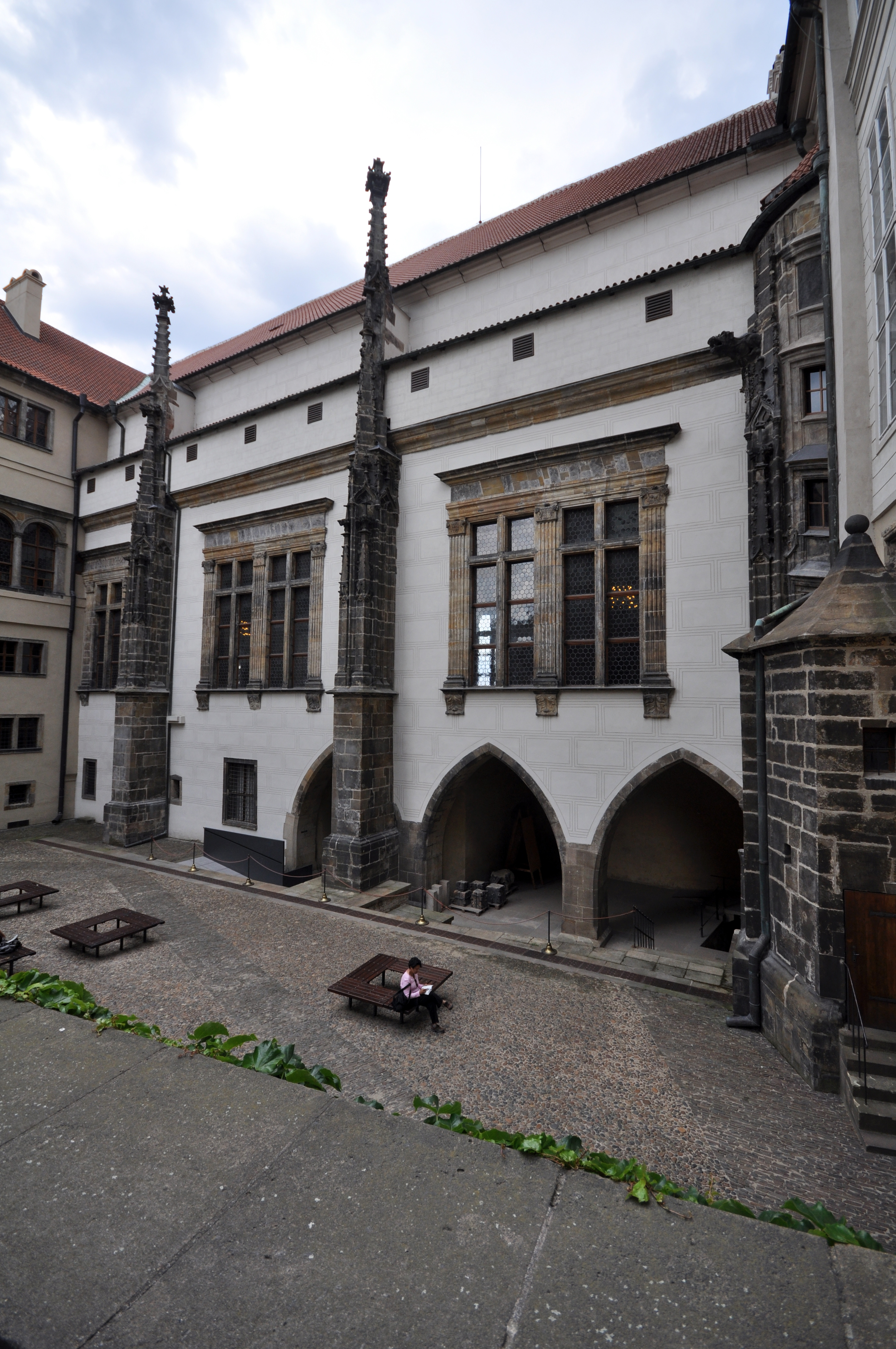
Nordseite des Alten Königspalastes mit Fenstern des Vladislavsaals

Der Alte Königspalast (tschechisch Starý královský palác) ist der historische Mittelteil des Südflügels der Prager Burg. Vom 10. bis zum 16. Jahrhundert war er Sitz böhmischer Fürsten und Könige. Die königliche Residenz wurde auf Resten einer romanischen Burganlage aus dem 12. Jahrhundert errichtet, die im Souterrain noch erhalten sind. Kaiser Karl IV. ließ den Palast erweitern und zu einer prachtvollen gotischen Kaiserresidenz umbauen, unter Vladislav II. Jagiello erhielt er sein heutiges, von der Renaissance geprägtes Gesicht.
Der bekannteste Raum im Alten Königspalast ist der Vladislavsaal mit einer beeindruckenden gotischen Gewölbedecke, er gilt als der schönste Saal mitteleuropäischer Spätgotik. Früher fanden hier Ritterturniere, festliche Bälle und Krönungszeremonien böhmischer Könige statt, heute wird der Saal für feierliche Staatsakte, wie z. B. die Wahl des Staatspräsidenten, verwendet.
Ein Besuch des Alten Königspalastes ist ein Bestandteil des Besichtigungsrundgangs durch die Prager Burg. Im gotischen Souterrain ist die Ausstellung Geschichte der Prager Burg (Příběh Pražského hradu) zu sehen.

## Geschichte

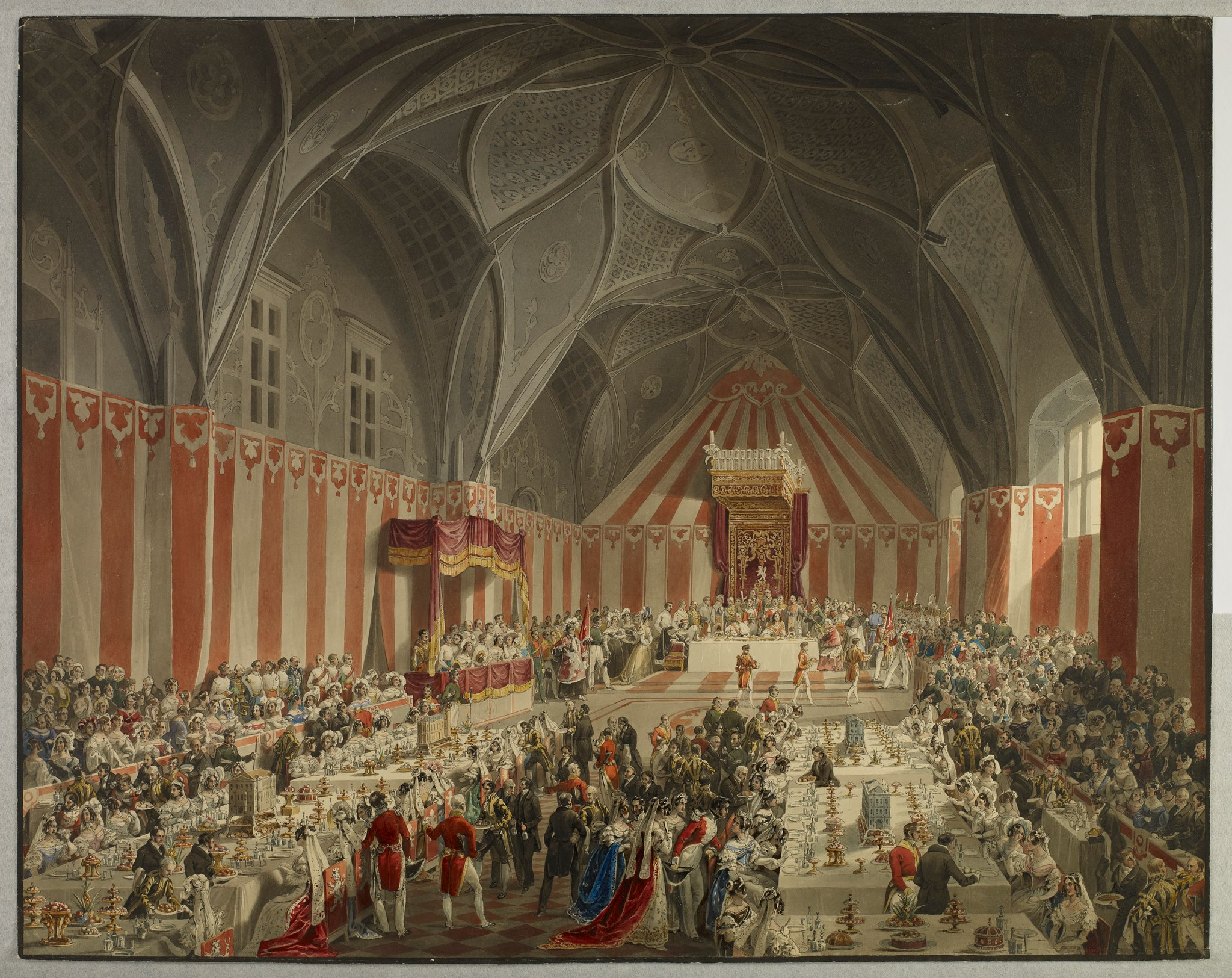
Krönungsfeier Kaiser Ferdinands I. im Vladislavsaal im Jahr 1836. Gemälde von Eduard Gurk.

Vorläufer des heutigen Alten Königspalastes ist der steinerne romanische Soběslav-Palast aus den 30er Jahren des 12. Jahrhunderts, dessen Überreste im Souterrain des heutigen Gebäudes (etwa auf dem Niveau des Wallgartens) erhalten geblieben sind. Diesen Palast ließ Fürst Soběslav I. anstelle einer alten Residenz des Přemyslidenfürsten Bořivoj I. aus den 80er Jahren des 9. Jahrhunderts als eine repräsentative Königspfalz errichten. An der Ostseite des Palastes befand sich die 1185 geweihte Allerheiligenkapelle.
Um das Jahr 1303 brannte der Palast nieder und wurde verlassen. Kaiser Karl IV. ließ in der ersten Hälfte des 14. Jahrhunderts über dem ursprünglichen Soběslav-Palast einen gotischen Palast errichten und baute die Prager Burg zu einem repräsentativen Kaisersitz um. Während seiner Herrschaft war der Königspalast erstmalig Residenz römischer Kaiser und Prag stieg zur Hauptstadt des Heiligen Römischen Reiches auf. Sein Sohn Wenzel IV. erweiterte den Königspalast nach Westen.
Der gotische Palast erfüllte bald die gestiegenen Bedürfnisse des kaiserlichen Hofes nicht mehr. Wenzel IV. ließ einen neuen Königspalast am östlichen Rand der Altstadt bauen, in den er 1383 übersiedelte. Dieser Königspalast (Králův dvůr) existiert nicht mehr, an seiner Stelle steht das Repräsentationshaus. Mit König Vladislav II. Jagiello kehrten im Jahr 1484 die böhmischen Könige auf die Burg zurück. Vladislav II. begann mit dem letzten großen Umbau des Königspalastes. Dabei entstanden der imposante Vladislavsaal mit der Reitertreppe und der nach Vladislavs Sohn Ludwig benannte Ludwigsflügel des Palastes. Sie sind Werke des Architekten Benedikt Ried und verbinden die spätgotische Baukunst mit Elementen der aufkommenden Renaissance.
Nach der Thronbesteigung der Habsburger und ihrem anschließenden Umzug in den westlichen Teil der Burg im 16. Jahrhundert verlor der Alte Königspalast seine einstige Bedeutung. Die Habsburger errichteten im westlichen Teil der Burg neue Paläste im modernen Renaissancestil, die den Kern des heutigen Neuen Königspalastes bilden. Die Räume im Alten Königspalast wurden dann für Krönungszeremonien und Versammlungen oder als Kanzleistuben und Depots genutzt. Im Jahr 1541 erfasste ein verheerender Brand das ganze Burgareal und richtete auch am Alten Königspalast und an der Allerheiligenkapelle schwere Schäden an. Die Gebäude wurden anschließend wieder aufgebaut.

## Rundgang

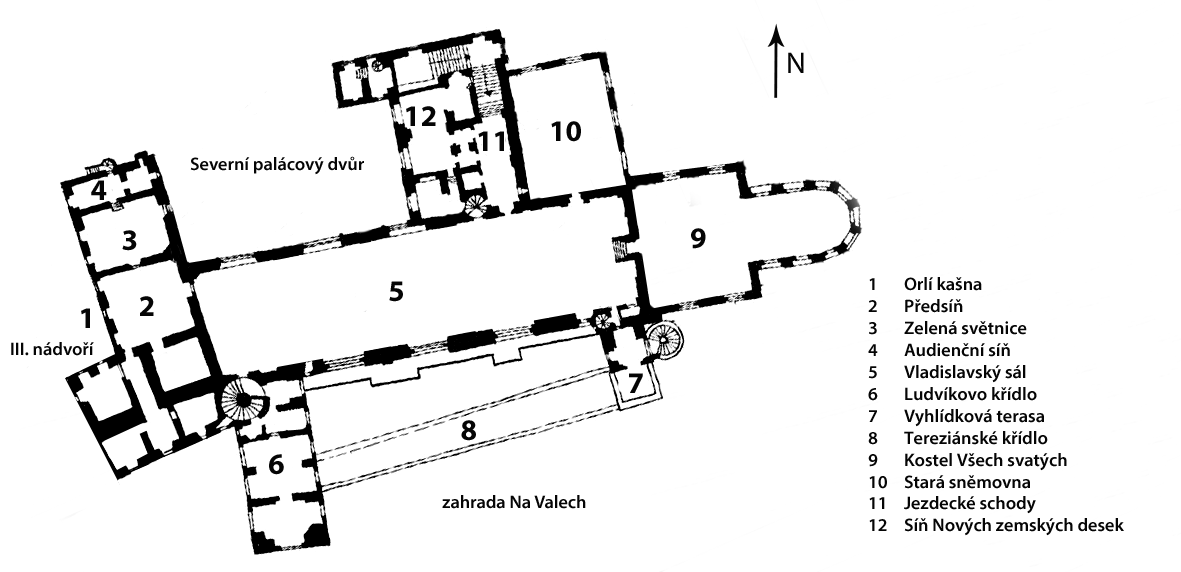
Grundriss des Alten Königspalastes

### Eingang

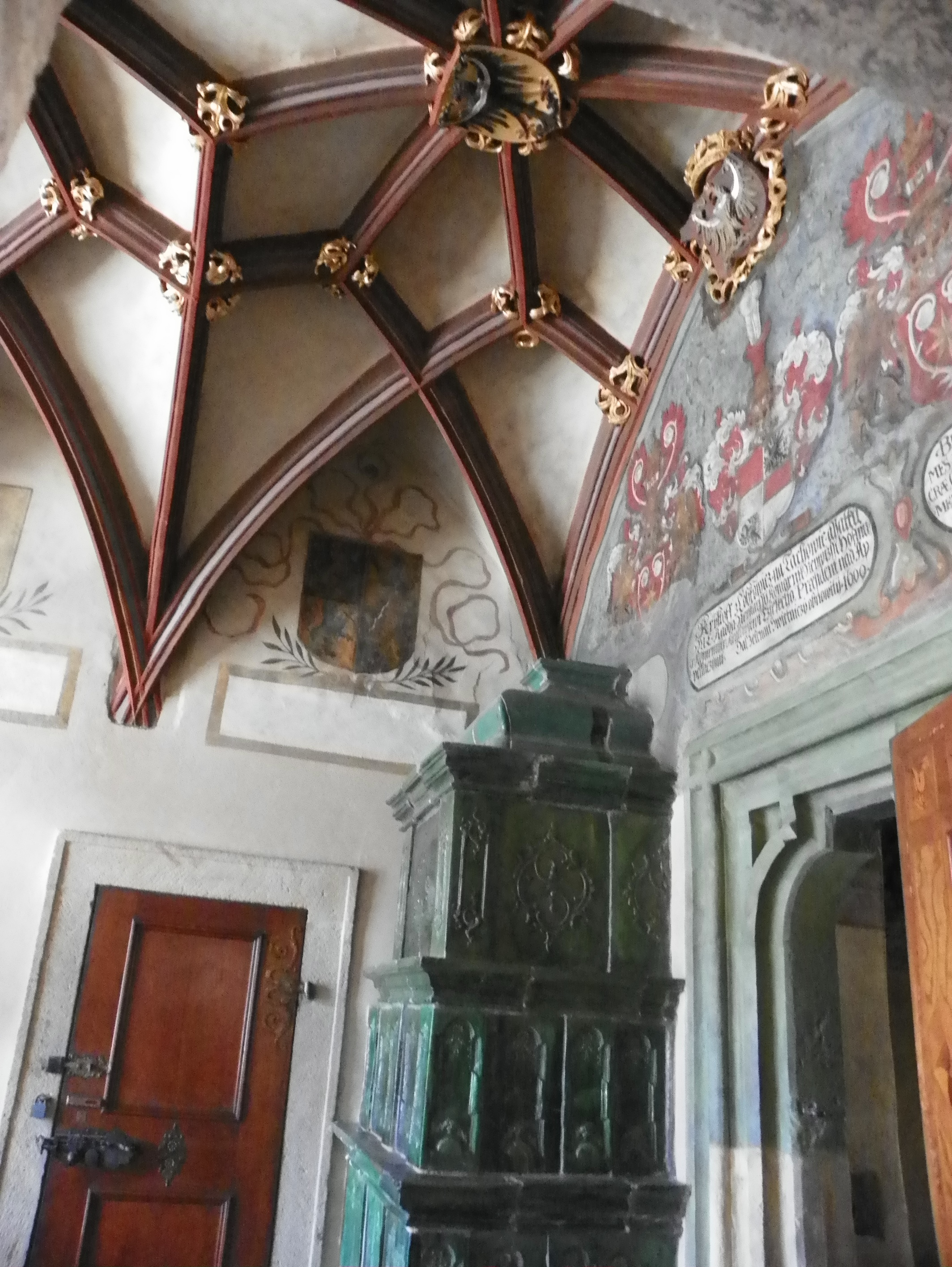
Audienzsaal

Ein Seitenflügel des Alten Königspalastes bildet die östliche Begrenzung des dritten Burghofs. Hier befindet sich der eher unscheinbare Eingang zum Palast, davor steht der barocke Adlerbrunnen (Orlí kašna). Aus der Vorhalle (Předsíň) führt nach links eine Renaissancetür zum Grünen Salon (Zelená světnice) aus dem 14. Jahrhundert. In diesem Raum saß Kaiser Karl IV. kleineren Gerichtsverfahren vor und ab dem 16. Jahrhundert tagte hier das Hof- und Kammergericht. Heute ist hier eine Buchhandlung. Das ehemalige gotische Deckengewölbe wurde beim Brand 1541 zerstört. Die heutige ebene Decke schmückt ein Fresko aus dem 18. Jahrhundert mit einer Darstellung des salomonischen Urteils.
Zwei kleinere gotische Räume schließen sich an, einer davon wird Audienzsaal (Audienční síň) oder fälschlicherweise auch Vladislavs Schlafzimmer (Vladislavova ložnice) genannt. Er ist mit Wappen der Länder der böhmischen Krone und mit Wappen der Mitglieder des ehemaligen Kammergerichts geschmückt. Vladislavs Wohnräume lagen ein Stockwerk höher. Sie sind durch eine überdachte Brücke mit dem königlichen Oratorium im Veitsdom verbunden.

### Vladislavsaal

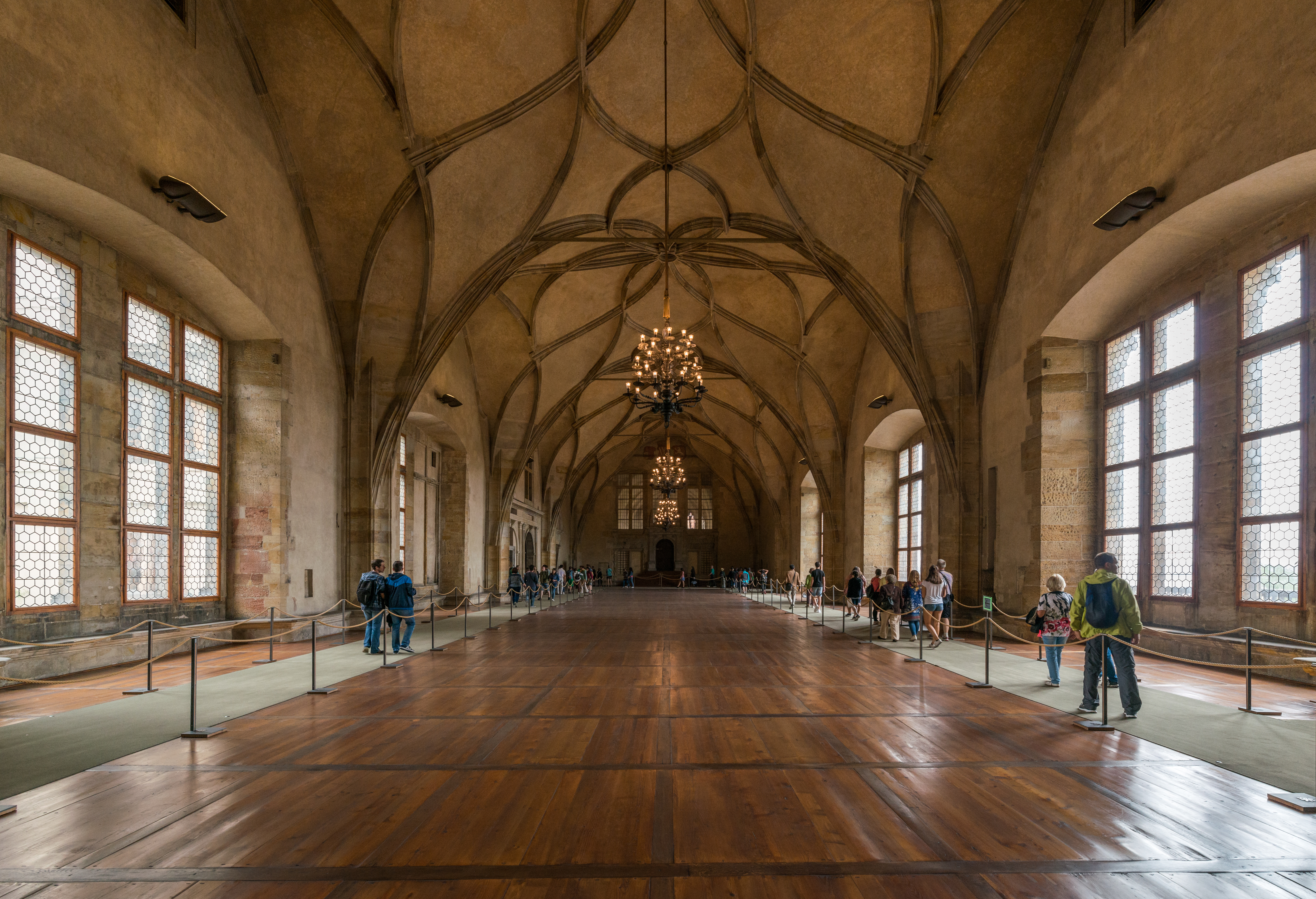
Vladislavsaal

Aus der Vorhalle betritt man den Vladislavsaal (Vladislavský sál). Dieser monumentale festliche Saal mit einem beeindruckenden stützenlosen Kreuzrippengewölbe ist 62 m lang, 16 m breit und 13 m hoch und war seinerzeit der größte profane Raum des mittelalterlichen Prags. Er wurde zur Zeit des Königs Vladislav II. Jagiello in den Jahren 1493 bis 1502 vom Architekten Benedikt Ried gebaut. Ursprünglich befanden sich an dieser Stelle drei gotische Räume aus der Zeit Karls IV.
Seit dem 16. Jahrhundert diente der Vladislavsaal vor allem der königlichen Repräsentation. Hier fanden Ritterturniere, Bälle, festliche Bankette und Krönungszeremonien böhmischer Könige statt. Zu den Turnieren konnten die Ritter über eine breite Reitertreppe mit flachen Stufen auf ihren Pferden einreiten. Heute wird der Saal für feierliche Versammlungen oder Staatsakte, wie z. B. die Wahl des Staatspräsidenten, verwendet.
Der Holzboden stammt wahrscheinlich aus dem 18. Jahrhundert. Vom Deckengewölbe hängen fünf Renaissance-Kronleuchter, drei davon sind die ursprünglichen aus dem 16. Jahrhundert, zwei sind Kopien aus dem 20. Jahrhundert. Der ganze Raum wird von beiden Seiten von hohen Renaissancefenstern beleuchtet.

### Aussichtsterrasse

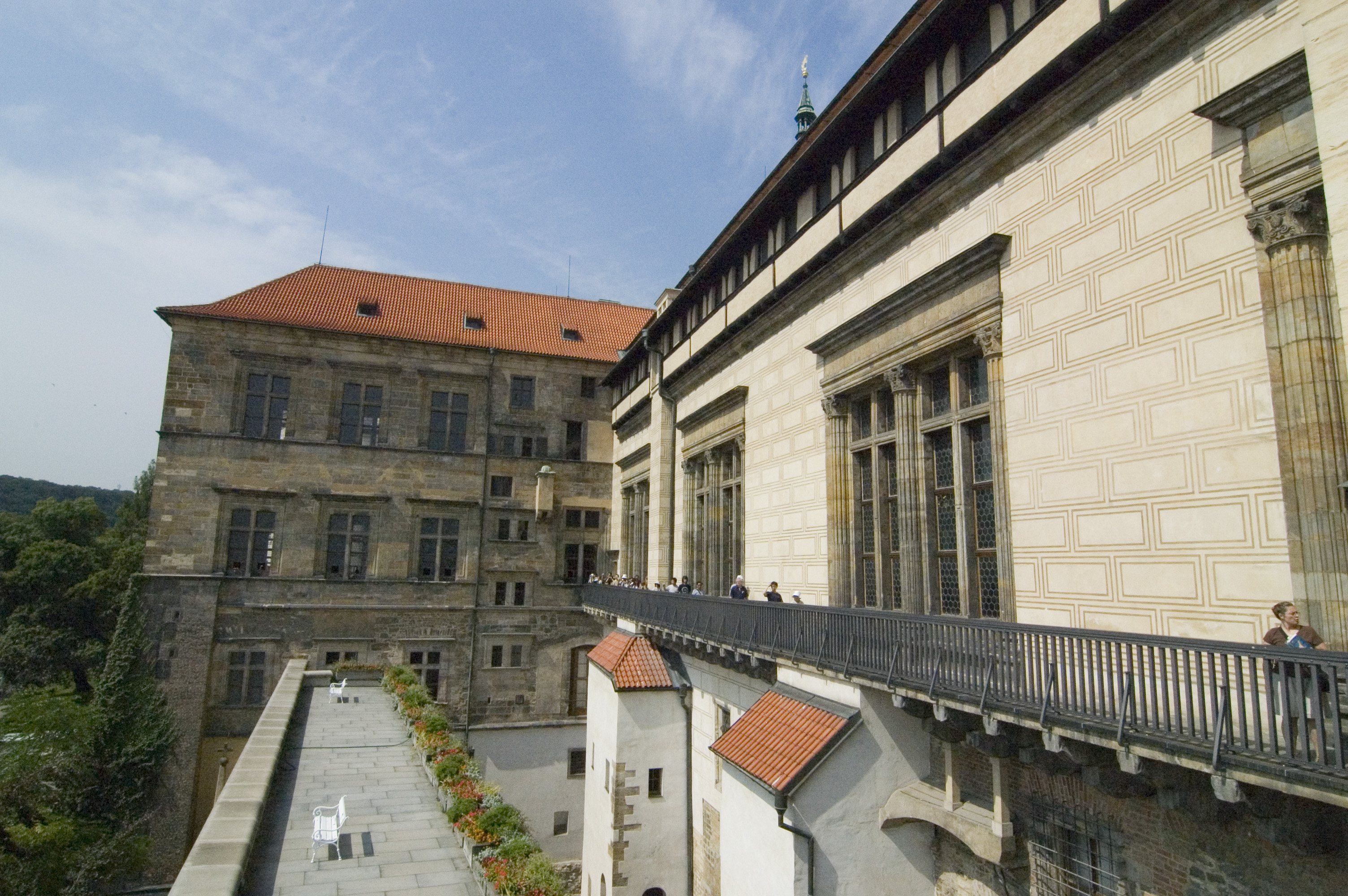
Blick von der Aussichtsterrasse: rechts Fensterfront des Vladislavsaals, in der Bildmitte der Ludwigsflügel

Von der Südseite des Vladislavsaals kommt man auf eine Aussichtsterrasse (Vyhlídková terasa) mit einem Blick auf die südlichen Palastgärten und auf die Dächer der Altstadt. Daneben verbindet eine Wendeltreppe aus Granit von Otto Rothmayer aus den Jahren 1930 – 1931 den Königspalast mit dem Theresianischen Flügel.

### Ludwigsflügel

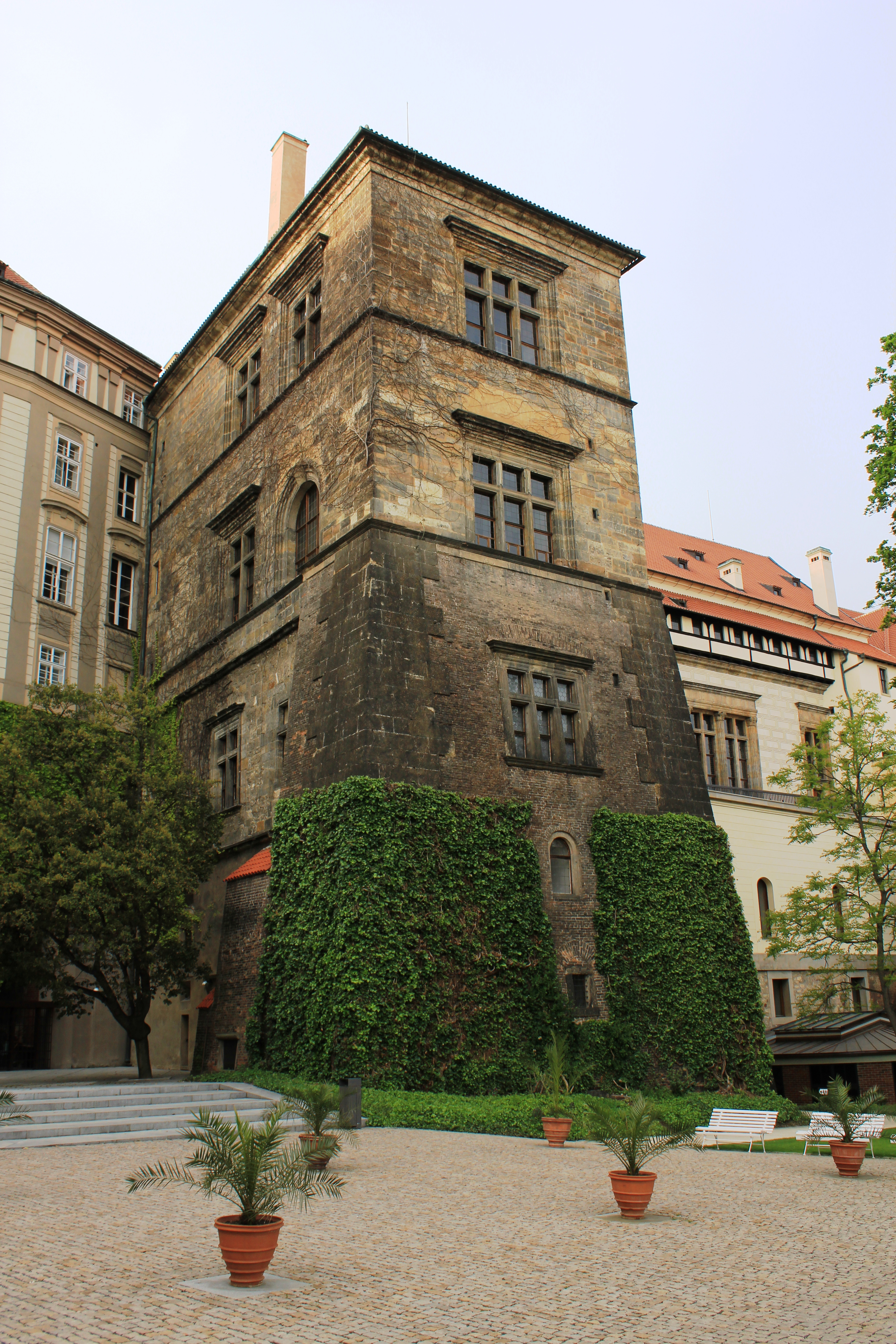
Blick auf den Ludwigsflügel aus dem Wallgarten

Von der südwestlichen Ecke des Vladislavsaals betritt man den sogenannten Ludwigsflügel (Ludvíkovo křídlo) des Königspalastes. In dem von Benedikt Ried zu Beginn des 16. Jahrhunderts im Renaissancestil angebauten dreistöckigen Seitentrakt lagen die Wohngemächer von Ludwig II. Jagiello. Nach dem Brand 1541 und der anschließenden Restaurierung zog in das zweite Stockwerk (auf dem Niveau des Vladislavsaals) die Böhmische Kanzlei (Česká kancelář), zwei Jahrhunderte lang war hier der Amtssitz habsburgischer Statthalter in Böhmen. Der berühmteste Raum dieses Trakts ist der Statthaltersaal, Schauplatz des Zweiten Prager Fenstersturzes am 23. Mai 1618. Dieses Ereignis war der Auftakt des Böhmischen Ständeaufstandes und gilt als Auslöser des Dreißigjährigen Krieges. Daran erinnern auch zwei Sandsteinobelisken unter den Fenstern des Statthaltersaals im Wallgarten.
Über eine Wendeltreppe wird die Reichshofkanzlei (Síň Říšské dvorské rady) im dritten Stockwerk erreicht. Hier tagte zur Zeit Kaisers Rudolf II. der Reichshofrat, der die Angelegenheiten des ganzen Heiligen Römischen Reiches verwaltete. In die böhmische Geschichte ging dieser Raum dadurch ein, dass hier am 19. Juni 1621 das Todesurteil gegen 27 Anführer des Böhmischen Ständeaufstandes verlesen wurde. Sie wurden zwei Tage später auf dem Altstädter Ring hingerichtet. Die Möbel, Gemälde und der barocke Kachelofen stammen aus dem 17. und 18. Jahrhundert. An den Wänden hängen Porträts (Kopien) böhmischer Könige aus dem habsburgischen Geschlecht.

### Allerheiligenkapelle
An der östlichen Stirnseite des Vladislavsaals führen einige Stufen hinauf auf die Empore der Allerheiligenkapelle (Kostel Všech svatých). Die ursprüngliche gotische Kirche wurde von Peter Parler Ende des 14. Jahrhunderts über der ehemaligen romanischen Kapelle aus dem 12. Jahrhundert gebaut. Als Vorbild diente ihm wahrscheinlich die Pariser Sainte-Chapelle. Die gotische Kirche fiel dem Brand 1541 zum Opfer und wurde Ende des 16. Jahrhunderts im Renaissancestil wieder aufgebaut, vergrößert und bis an die Ostfront des Vladislavsaals verlängert.

### Alter Landtagssaal

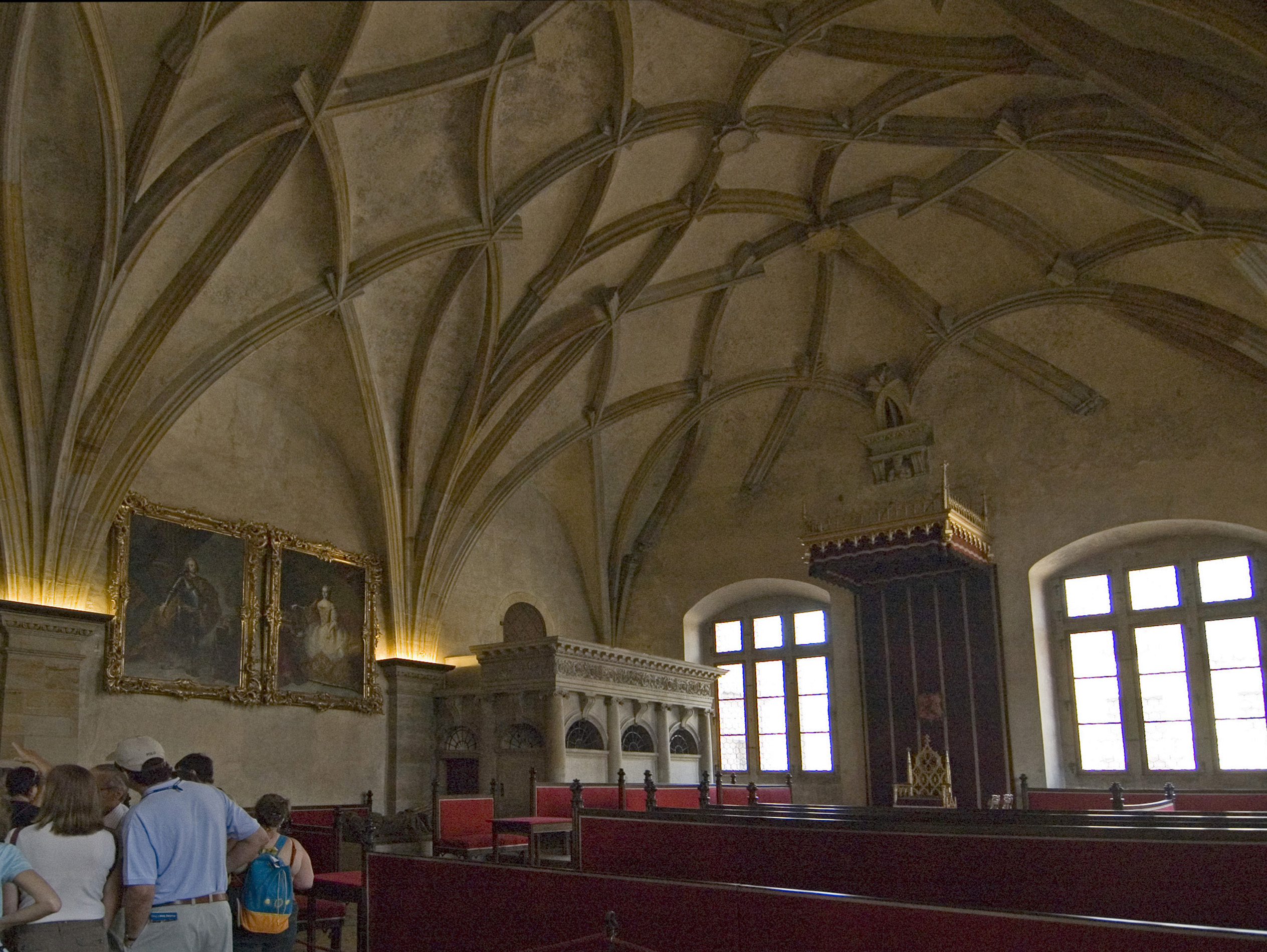
Alter Landtagssaal

An die Nordseite des Vladislavsaals schließt sich im Osten ein doppelter Gebäudetrakt an. Durch das rechte Renaissanceportal gelangt man in den Alten Landtagssaal (Stará sněmovna). Der Saal war ursprünglich bei der Erweiterung des Königspalastes unter Vladislav II. vom Architekten Benedikt Ried gebaut worden und wurde beim Brand 1541 schwer beschädigt. Bonifaz Wohlmut erneuerte in den Jahren 1559 bis 1563 das kunstvolle spätgotische Rippengewölbe und schuf einen repräsentativen Saal. Hier tagte das Oberste Landgericht und bis zum Jahr 1847 traten hier Vertreter der böhmischen Stände zu regelmäßigen Sitzungen zusammen.
Das Mobiliar und der Kachelofen stammen aus dem 19. Jahrhundert, die Anordnung der Sitzplätze entspricht der Hierarchie nach dem Erlass der Verneuerten Landesordnung von 1627. Zwischen den Fenstern steht der neugotische Königsthron, darüber der silberne Löwe aus dem 17. Jahrhundert, links die reich geschmückte Renaissancetribüne für den Obersten Landesschreiber. Rechts neben dem Königsthron saßen der Erzbischof und die hohen Geistlichen, auf der anderen Seite nahmen Vertreter des Adels Platz, die kleine Galerie bot Stehplätze für Vertreter der Königsstädte.
An den Wänden hängen Porträts von Maria Theresia, ihrem Sohn Joseph II. und einigen weiteren habsburgischen Herrschern (Kopien).

### Saal der Neuen Landtafeln

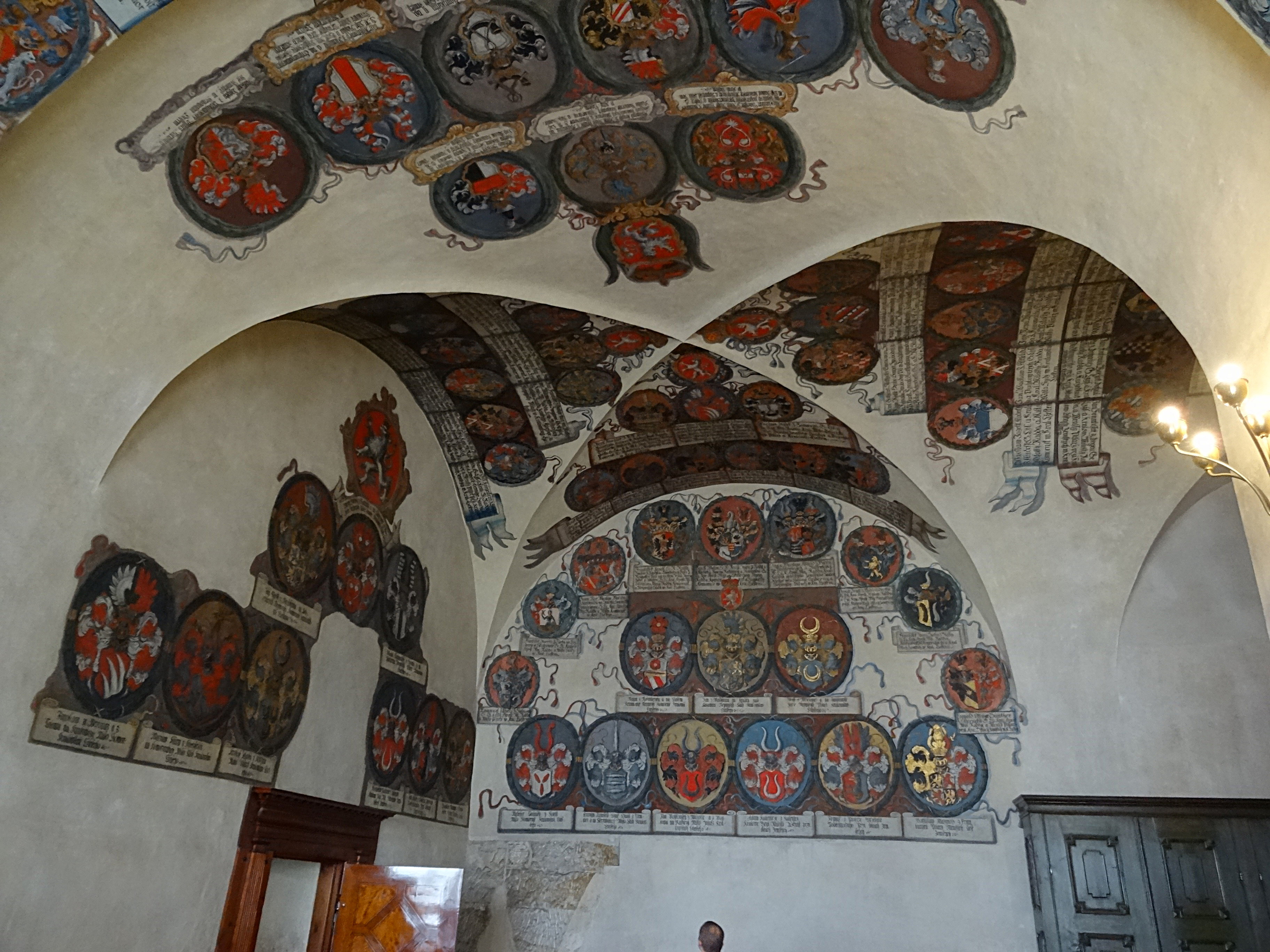
Deckenbemalung im Saal der Neuen Landtafeln

Links neben dem Eingang zum Alten Landtagssaal befindet sich auf der Nordseite des Vladislavsaals ein doppeltes Renaissanceportal. Sein linker Eingang führt zu einer Wendeltreppe zum Saal der Neuen Landtafeln (Síň Nových zemských desek) im ersten Obergeschoss. Hier wurden nach dem Brand 1541 bis Ende des 18. Jahrhunderts die Neuen Landtafeln aufbewahrt. Die Alten Landtafeln befanden sich, bevor sie beim Brand fast vollständig vernichtet wurden, im unteren Stockwerk. Die Landtafeln waren Bücher beim Landgericht, in denen Grundbesitz des Adels erfasst wurde und in die die Gerichtsentscheidungen oder Landtagsbeschlüsse eingetragen wurden. Durch das Eintragen in die Landtafeln erlangten diese Entscheidungen Gesetzeskraft.
Die Wände und Decken sind mit Wappen der Landtafelbeamten bemalt, die hier vom 16. bis 18. Jahrhundert arbeiteten. Das Mobiliar und der Kachelofen stammen aus dem 17. Jahrhundert. Die hintere Tür führt zum Archiv der Landtafeln, hier werden in geschnitzten Holzschränken aus der Zeit Rudolfs II. Nachbildungen der Landtafeln aufbewahrt.
An der linken Seite schließt sich ein kleiner, von Kilian Ignaz Dientzenhofer im Jahr 1727 gebauter Trakt an. Hier wurden das Kronarchiv aufbewahrt, eine Sammlung wichtigster Dokumente des Königreiches, und im Jahr 1868 vorübergehend auch die böhmischen Kronjuwelen. Der Raum ist deshalb durch eine doppelte Tür mit sieben Schlössern gesichert.

### Reitertreppe

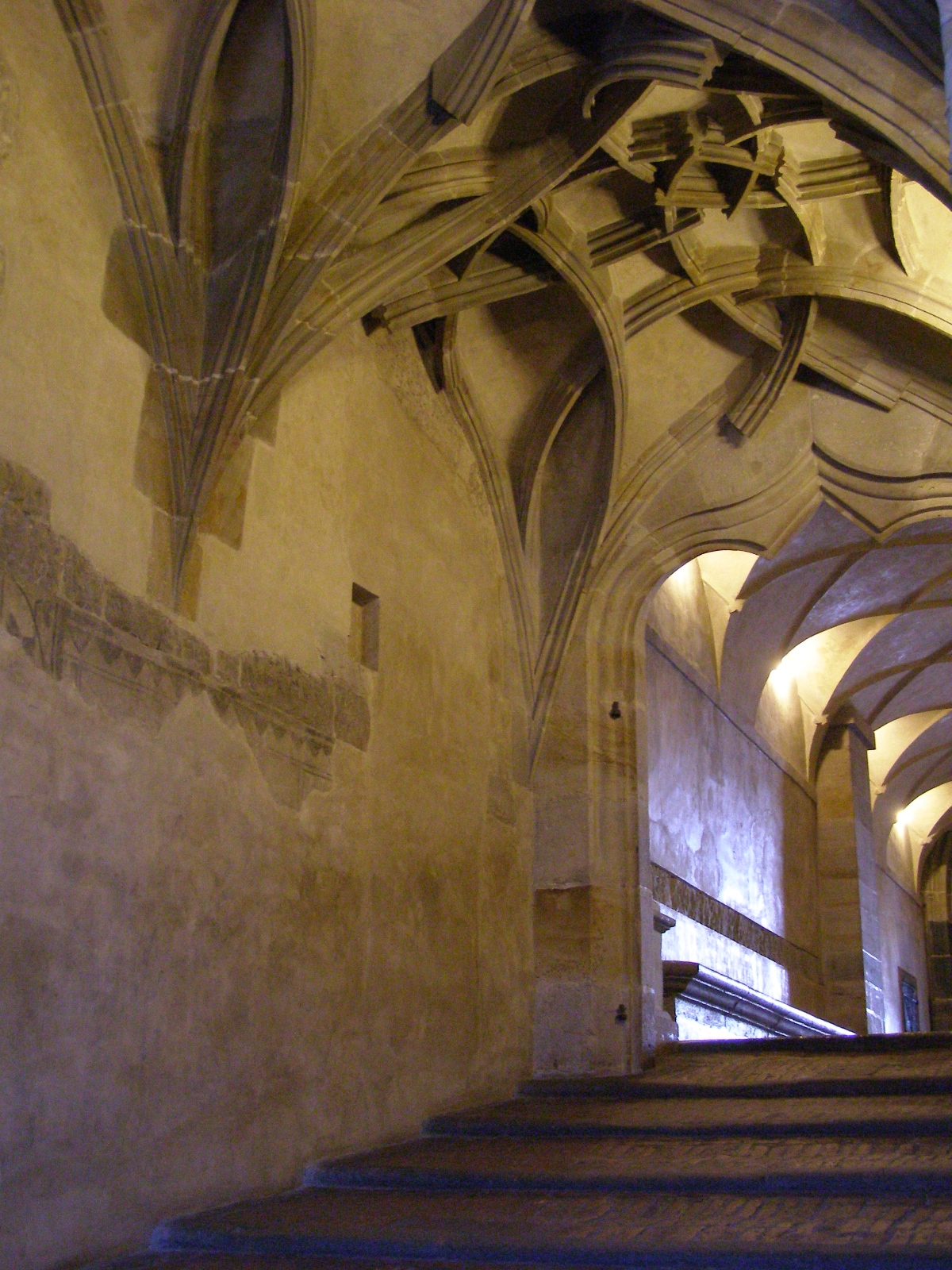
Reitertreppe

Der rechte Eingang des doppelten Renaissanceportals führt aus dem Vladislavsaal zur Reitertreppe (Jezdecké schody). Sie ermöglichte den Rittern, die an Turnieren im Vladislavsaal teilnahmen, vom Georgsplatz hoch zu Ross direkt in den Festsaal einzuziehen. Heute dient sie als Ausgang aus dem Alten Königspalast.
Diese Reitertreppe gehört zu den ältesten bekannten Reitertreppen und ist auch eine der ältesten Treppen in Prag. Sie entstand um 1500 während des jagiellonischen Palastumbaus durch den Baumeister Benedikt Ried. Sie ist 3,5 m breit, 8,4 m lang und hat neun lange, niedrige und leicht nach vorn geneigte Stufen, die für Pferde angenehm zu gehen sind. Die Reitertreppe ist mit einem aufwendigen spätgotischen Kreuzrippengewölbe ausgestattet.

### Räume in Souterrain

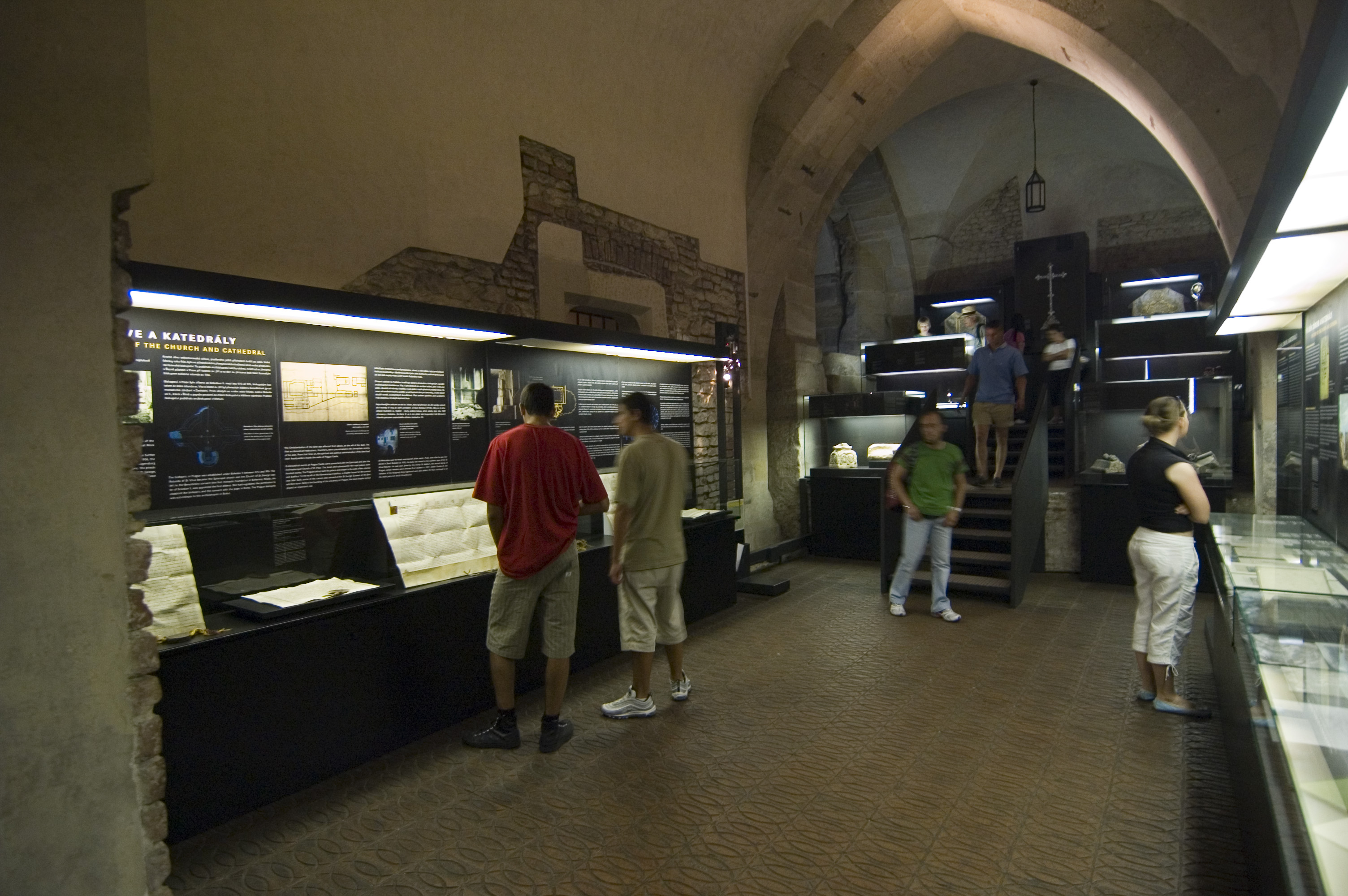
Ausstellungsräume im Souterrain

Von der Reitertreppe hat man Zugang zum mittelalterlichen Teil des Palastes im Souterrain. Am tiefsten (im 2. Souterrain des heutigen Königspalastes, auf dem Niveau des Wallgartens) liegt der Saal des romanischen Soběslav-Palastes aus dem 12. Jahrhundert. Dieser Bereich ist nicht öffentlich zugänglich.
Im 1. Souterrain sind Räume des ehemaligen gotischen Karlspalastes zu sehen, die heute Museum sind. Es sind u. a. der Karlssaal (Karlova síň), der Säulensaal Wenzels IV. (Sloupová síň Václava IV.) aus der Zeit um 1400 sowie der Raum der Alten Landtafeln (Světnice Starých zemských desek) aus der Zeit von Ottokar II. Přemysl, in dem vor dem Brand 1541 die Grundbücher des Adels und die Entscheidungen des Landesgerichts aufbewahrt wurden. In dieser gotischen Etage befindet sich seit 2004 die Dauerausstellung Geschichte der Prager Burg (Příběh Pražského hradu) mit Originalexponaten aus der Burgsammlung sowie zahlreichen Modellen der Prager Burg. Die Besucher erhalten hier einen Einblick in die Entwicklung und Baugeschichte der Burg.

### Theresianischer Flügel
In den 1760er Jahren ließ Kaiserin Maria Theresia an der Südseite des Königspalastes den sogenannten Theresianischen Flügel (Tereziánské křídlo) errichten. Es ist ein langgestrecktes einstöckiges Gebäude, das eine Verbindung zwischen dem Ludwigsflügel und dem Adeligen Damenstift herstellt. Es wurde im 20. Jahrhundert mehrfach umgebaut und zuletzt 1993 für Kunstausstellungen hergerichtet.